# Seznam dílů seriálu Vražedné Miami
Toto je seznam dílů seriálu Vražedné Miami.

## Přehled řad
| Řada | Díly | Premiéra v USA | Premiéra v USA  | Premiéra v ČR     | Premiéra v ČR   |
| Řada | Díly | První díl      | Poslední díl    | První díl         | Poslední díl    |
| ---- | ---- | -------------- | --------------- | ----------------- | --------------- |
| 1    | 22   | 23. září 2015  | 25. května 2016 | 24. prosince 2016 | 1. dubna 2017   |
| 2    | 22   | 22. září 2016  | 28. dubna 2017  | nebylo vysíláno   | nebylo vysíláno |

## Seznam dílů

### První řada (2015–2016)
| Č. v seriálu | Č. v řadě | Původní název                             | Český název                       | Režie              | Scénář                                                         | Premiéra v USA     | Premiéra v ČR     |
| ------------ | --------- | ----------------------------------------- | --------------------------------- | ------------------ | -------------------------------------------------------------- | ------------------ | ----------------- |
| 1            | 1         | Pilot                                     | Pilot                             | Richard Shepard    | Todd Harthan                                                   | 23. září 2015      | 24. prosince 2016 |
| 2            | 2         | Fireflies and Fidelity                    | Věrnost a nevěra                  | Timothy Busfield   | Todd Harthan                                                   | 30. září 2015      | 31. prosince 2016 |
| 3            | 3         | Have-Nots and Hematomas                   | Bez oděrek a hematonů             | Milan Cheylov      | Andy Berman                                                    | 7. října 2015      | 7. ledna 2017     |
| 4            | 4         | Vandals and Vitamins                      | Vandalové a vitamíny              | Eriq La Salle      | námět: Eli Attie a John Sotos scénář: Eli Attie                | 14. října 2015     | 14. ledna 2017    |
| 5            | 5         | Necrosis and New Beginnings               | Nekróza a nové začátky            | Eric Laneuville    | Nkechi Okoro Carroll                                           | 21. října 2015     | 21. ledna 2017    |
| 6            | 6         | Policies and Ponies                       | Poldové a poníci                  | Michael Zinberg    | Evan Bleiweiss                                                 | 4. listopadu 2015  | 28. ledna 2017    |
| 7            | 7         | Quadriplegia and Quality Time             | Kvadruplegie a kvalita života     | Terrence O'Hara    | Marqui Jackson                                                 | 11. listopadu 2015 | 4. února 2017     |
| 8            | 8         | Bloodhunt and Beats                       | Pronásledovaní a netvoři          | James Roday        | Andy Berman a Jameal Turner                                    | 18. listopadu 2015 | 11. února 2017    |
| 9            | 9         | Fashionistas and Fasciitis                | Návrháři a bakterie               | Milan Cheylov      | Lisa Morales                                                   | 25. listopadu 2015 | 12. února 2017    |
| 10           | 10        | Aortic Atresia and Art Installations      | Srdeční vada a umění              | Millicent Shelton  | Todd Harthan a Evan Bleiweiss                                  | 2. prosince 2015   | 18. února 2017    |
| 11           | 11        | Paralytics and Priorities                 | Paralýza a priority               | Milan Cheylov      | Diana Mendez                                                   | 2. března 2016     | 19. února 2017    |
| 12           | 12        | Negative Autopsies and New Partners       | Pitva bez výsledku a nový partner | Sarah Pia Anderson | Marqui Jackson                                                 | 9. března 2016     | 25. února 2017    |
| 13           | 13        | Ballistics and BFFs                       | Balistika a nejlepší kamarádi     | Vahan Moosekian    | D. Harrington Miller                                           | 16. března 2016    | 26. února 2017    |
| 14           | 14        | Hydrocephalus and Hard Knocks             | Hydrocefalus a tvrdé rány         | James Roday        | Nkechi Okoro Carroll                                           | 23. března 2016    | 4. března 2017    |
| 15           | 15        | Atherosclerosis and the Alabama Flim-Flam | Ateroskleróza a alabamská lest    | David Crabtree     | Andy Berman a Evan Bleiweiss                                   | 30. března 2016    | 5. března 2017    |
| 16           | 16        | Dead Drops and Disentanglement            | Volný pád a rozpletení            | David Solomon      | Jameal Turner                                                  | 13. dubna 2016     | 11. března 2017   |
| 17           | 17        | Silkworms y Silencio                      | Hedvábí a ticho                   | Roxann Dawson      | námět: Jake Zebede scénář: Todd Harthan                        | 20. dubna 2016     | 12. března 2017   |
| 18           | 18        | Thorax, Thrombosis & Threesomes           | Torax, trombóza a trojka          | Ian Toynton        | Marc Halsey                                                    | 27. dubna 2016     | 18. března 2017   |
| 19           | 19        | Sudden Death & Shades Deep                | Náhlá smrt a tajemství            | David Straiton     | námět: Eli Attie scénář: Marqui Jackson a D. Harrington Miller | 4. května 2016     | 19. března 2017   |
| 20           | 20        | Keratin & Kissyface                       | Keratin a tvář z plakátu          | James Roday        | Evan Bleiweiss a Diana Mendez                                  | 11. května 2016    | 25. března 2017   |
| 21           | 21        | Wooberite & The Women of Rosewood         | Wuberit a Rosewoodovy ženy        | Eric Laneuville    | Andy Berman                                                    | 18. května 2016    | 26. března 2017   |
| 22           | 22        | Badges & Bombshells                       | Odznaky a bomby                   | Milan Cheylov      | Todd Harthan a Marc Halsey                                     | 25. května 2016    | 1. dubna 2017     |

### Druhá řada (2016–2017)
| Č. v seriálu | Č. v řadě | Původní název                    | Český název | Režie                | Scénář                                       | Premiéra v USA     | Premiéra v ČR   |
| ------------ | --------- | -------------------------------- | ----------- | -------------------- | -------------------------------------------- | ------------------ | --------------- |
| 23           | 1         | Forward Motion & Frat Life       |             | Deran Serafian       | Todd Harthan                                 | 22. září 2016      | nebylo vysíláno |
| 24           | 2         | Secrets & Silent Killers         |             | Deran Serafian       | Nkechi Okoro Carroll                         | 29. září 2016      | nebylo vysíláno |
| 25           | 3         | Eddie & the Empire State of Mind |             | Eric Laneuville      | Andy Berman                                  | 6. října 2016      | nebylo vysíláno |
| 26           | 4         | Boatopsy & Booty                 |             | Cherie Nowlan        | Marc Halsey                                  | 13. října 2016     | nebylo vysíláno |
| 27           | 5         | Spirochete & Santeria            |             | Michael Zinberg      | Evan Bleiweiss                               | 27. října 2016     | nebylo vysíláno |
| 28           | 6         | Tree Toxins & Three Stories      |             | Kenneth Fink         | Marqui Jackson a D. Harrington Miller        | 3. listopadu 2016  | nebylo vysíláno |
| 29           | 7         | Lidocaine and Long-Term Lust     |             | David Crabtree       | Melissa Scrivner Love                        | 10. listopadu 2016 | nebylo vysíláno |
| 30           | 8         | Prosopagnosia & Parrotfish       |             | David Rodriguez      | Jameal Turner                                | 17. listopadu 2016 | nebylo vysíláno |
| 31           | 9         | Half-Life & Havana Nights        |             | Oz Scott             | Diana Mendez                                 | 1. prosince 2016   | nebylo vysíláno |
| 32           | 10        | Bacterium & the Brothers Panitch |             | James Roday          | Andy Berman a Evan Bleiweiss                 | 6. ledna 2017      | nebylo vysíláno |
| 33           | 11        | Mummies & Meltdowns              |             | Deran Serafian       | Todd Harthman a Nkechi Okoro                 | 13. ledna 2017     | nebylo vysíláno |
| 34           | 12        | Asphyxiation & Aces              |             | Vahan Moosekian      | Marc Halsey                                  | 20. ledna 2017     | nebylo vysíláno |
| 35           | 13        | Puffer Fish & Personal History   |             | James Roday          | Marqui Jackson                               | 27. ledna 2017     | nebylo vysíláno |
| 36           | 14        | White Matter & the Ways Back     |             | Eric Laneville       | D. Harrington Miller                         | 3. února 2017      | nebylo vysíláno |
| 37           | 15        | Clavicle Trauma & Closure        |             | Kelli Williams       | Melissa Scrivner Love                        | 10. února 2017     | nebylo vysíláno |
| 38           | 16        | Benzodiazepine & the Benjamins   |             | Millicent Shelton    | Eric Bleiweiss a Jake Mateo Zebede           | 17. února 2017     | nebylo vysíláno |
| 39           | 17        | Radiation & Rough Landings       |             | Hanelle M. Culpepper | Marc Halsey a Diana Mendez                   | 24. února 2017     | nebylo vysíláno |
| 40           | 18        | Clavicle Trauma & Closure        |             | Ian Toynton          | Megan I. McNamara                            | 24. března 2017    | nebylo vysíláno |
| 41           | 19        | Naegleria & Neighborhood Watch   |             | Gregg Simon          | Marqui Jackson a Jameal Turner               | 7. dubna 2017      | nebylo vysíláno |
| 42           | 20        | Calliphoridae & Country Roads    |             | David Crabtree       | Melissa Scrivner Love a D. Harrington Miller | 14. dubna 2017     | nebylo vysíláno |
| 43           | 21        | Amparo & The American Dream      |             | Vahan Moosekian      | Andy Berman a Michael Notarlie               | 21. dubna 2017     | nebylo vysíláno |
| 44           | 22        | Blistering Heat & Brotherly Love |             | Deran Sarafian       | Todd Harthan                                 | 28. dubna 2017     | nebylo vysíláno |